# La ilustre fregona
La ilustre fregona és una de les Novelas ejemplares, de Miguel de Cervantes. És considerada com una novel·la picaresca. El tema que tracta té semblances amb Rinconete y Cortadillo i La fuerza de la sangre. També presenta característiques de caràcter realista com ara descripcions d'ambients i personatges versemblants amb una intenció crítica.

## Argument
La història comença a Burgos, on dos nobles, Diego de Carriazo i Juan de Avendaño tenen dos fills de la mateixa edat, batejats, respectivament, amb els noms de Diego i Tomás. Diego, el fill, decideix emprendre una aventura "llevado de una inclinación picaresca" i "solo por gusto y antojo". En aquests ambients s'observa que era un "nen de casa bona". Quan el nen es cansa, es disfressa un altre cop de cavaller i torna a casa fascinat per aquest tipus de vida. Convenç el seu amic Tomás de Avendaño perquè l'acompanyi en aquest tipus de vida. Mitjançant l'excusa que volen anar a estudiar a Salamanca enganyen, com pícaros que pretenen ser, els seus respectius pares i també, a Valladolid, l'encarregat d'educar-los que els havien assignat. Així es produeix la transformació de cavaller a pícaro.
Quan decideixen seguir amb l'aventura, escolten una conversa de dos mossos en la qual es descriu una tal "ilustre fregona". Això causa curiositat a Avendaño, que convenç a Carriazo perquè l'acompanyi a la Posada del Sevillano, a Toledo, ciutat picaresca (recordem les aventures de Lázaro de Tormes). Aconsegueixen introduir-s'hi mercès a un engany: diuen que estan esperant uns cavallers de Burgos.
En la primera nit, els sorprèn una música dedicada a Constanza. A Carriazo li hagués agradat seguir el camí cap a les almadraves, però com que és cavallerós, ajuda a Avendaño en el seu propòsit de cortejar Constanza. Per això aprofiten per treballar: Avendaño donant l'ordi i la palla al bestiar i Carriazo com a aiguader. Avendaño passa a dir-se Tomás Pedro, i Carriazo, Lope Asturiano. Carriazo, a la ciutat de Toledo i treballant com a aiguader, s'enfronta a un altre del seu mateix gremi.
Després de molts dies surt de la presó (gràcies també als artificis de Tomás) i es trasllada a una altra posada, ja que l'Argüelo, una donzella de la posada, se li havia declarat. A través del diàleg dels dos mossos, es mostra que el que Tomás sent per Constanza és amor honest.
A l'episodi "¡Daca la cola!" Lope Asturiano decideix anar a comprar un ase per poder continuar el seu ofici, però el perd jugant a cartes. Ell diu que ha perdut tot l'ase menys la cua, que no se l'havia jugat. Aquest engany li serveix perquè intentin guanyar-la jugant, cosa que provoca que Lope ho guanyi tot, fins als diners. Després d'aquest episodi picaresc, demostra que és molt espavilat i que és tot un cavaller, ja que ho torna tot. Però a la llarga, aquest fet el portarà per segona vegada a la presó. Això passa al mateix temps que Tomás continua rebent carbasses.
El corregidor arriba a la posada, i vol conèixer Constanza. Pregunta pel seu origen, perquè també queda enlluernat per la seva bellesa, i així, el narrador ens intercala una història a través de l'humor. Una dona vestida de pelegrina, va donar a llum a la posada. Va deixar-hi la seva filla, Constanza, un tros de cadena i un tros de pergamí que algú havia de venir a buscar i que l'hostaler encara estava esperant. El corregidor diu que l'avisi i s'emporta aquests objectes.
L'endemà arriben sis cavallers entre els quals es troben els respectius pares d'Avendaño i Carriazo. En veure això, Tomás es dirigeix a Constanza i li diu que pregunti a un d'aquests homes per justificar tota la seva anterior declaració. Llavors resulta que el corregidor, que és el que té la cadena i el pergamí, és cosí d'Avendaño i amic de Carriazo, que té l'altre tros de cadena i l'altre tros de pergamí. Els ajunten, coincideixen i hi poden llegir: "Ésta es la señal verdadera". Ara se sap que Carriazo és el pare de Constanza.
Aquest és l'entrellat de la història: Carriazo pare, va violar la mare (aquella pelegrina, una dona molt honesta) i la va deixar embarassada (de Constanza). Quan va morir la mare, la criada va explicar tota la història a Carriazo, que va venir a la recerca de la seva filla. A més a més Carriazo i Avendaño descobreixen els seus fills transformats en treballadors.
Finalment quan ja es coneixen tots els episodis, ho celebren a la casa del corregidor. Allà mateix es decideixen els matrimonis (una altra vegada amb les respectives transformacions): Avendaño amb Constanza i Carriazo amb la filla del corregidor.

## Característiques
La ilustre fregona és una novel·la picaresca i una novel·la d'amor. Un gènere literari que podríem anomenar picaresca cervantina. Se salta l'autobiografia, la primera persona, ja que el seu personatge mai està sol i explica la seva vida només accidentalment. Mai no es dona cap mena de determinisme perquè el més important és el valor de la persona, poder escollir entre el que està bé i el que està malament. És el pigall (en castellà lazarillo) amb vocació de pigall: jove que fuig de la societat jerarquitzada on la picaresca és símbol de llibertat. És una opció de la seva llibertat personal, ja que quan vulgui tornarà a la seva societat, sempre amb el rerefons moralitzant de ser bon ciutadà.